# Liebfrauenkirche (Fischerhude)

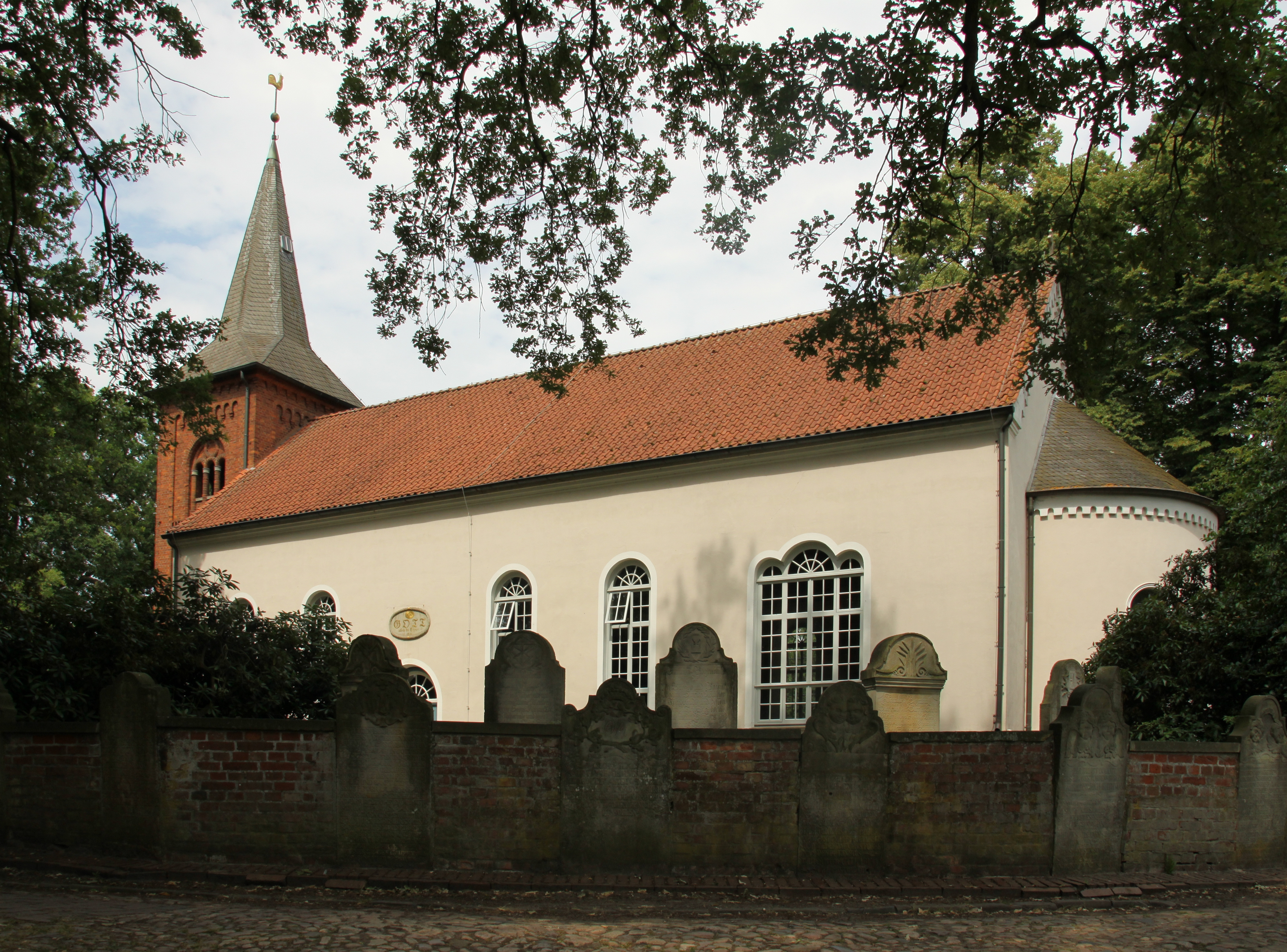
Liebfrauenkirche

Die evangelisch-lutherische, denkmalgeschützte Liebfrauenkirche steht in Fischerhude, einem Ortsteil des Fleckens Ottersberg im Landkreis Verden von Niedersachsen. Sie ist Filialkirche der Mutterkirche in Wilstedt. Sie gehört zum Kirchenkreis Verden im Sprengel Stade der Evangelisch-lutherischen Landeskirche Hannovers.

## Geschichte
Die heutige Kirche erhebt sich auf der Stelle, wo 1290 eine mittelalterliche Kapelle errichtet wurde, deren Marienaltar 1494 vom Dominikanermönch Conradus Antonii, dem Weihbischof von Verden, geweiht wurde. 1720 wurde die Kapelle um etwa die Hälfte nach Osten erweitert. 1841 wurde die Kapelle abgerissen und eine neue Kirche im spätklassizistischen Baustil errichtet, die am 28. November 1841 eingeweiht wurde. Die Kirche hatte zunächst nur einen Dachreiter. Erst 1863/64 wurde der Kirchturm gebaut. 1886 wurde die Kirche, nachdem die Kirchengemeinde für Quelkhorn zuständig wurde, vergrößert.

## Beschreibung
Das Langhaus der Saalkirche und die halbrunde Apsis sind aus verputzten Bruchsteinen gebaut, der Kirchturm im Westen wurde aus Backsteinen errichtet. 1932 war der Chor durch eine hölzerne Wand vom Langhaus abgetrennt und als Sakristei genutzt worden. 1958 wurde die Wand wieder beseitigt. 1936 wurden die barocken Emporen an den Längsseiten abgebrochen und die Empore im Westen verbreitert. Das Langhaus ist mit einem Satteldach bedeckt, der Kirchturm trägt einen spitzen Helm, der vom Quadrat ins Achteck übergeführt wird.
Der Innenraum ist mit einer Flachdecke überspannt, die von Vouten gerahmt wird. Die Apsis hat ein Kreuzrippengewölbe, das auf Konsolen beginnt.

## Ausstattung
Zur Kirchenausstattung gehört ein gemauerter Altar, in dessen Frontnische die Halbfigur einer Madonna des 14. Jahrhunderts (Kopf 20. Jhdt.) steht. Auch die Holzfigur des 15. Jahrhunderts, einer sitzenden Heiligen, ist beschädigt und wiederholt überarbeitet, ob es sich um eine Hl. Katharina handelt, die aus einer Anna selbdritt umgearbeitet wurde, bleibt unsicher. Weitere Figuren wurden 1938 gestohlen. Mit großem Schwung rafft eine weibliche Heilige des frühen 16. Jahrhunderts ihr Gewand, ein Körbchen in ihrer Hand und die Spuren eines kleinen Knaben an ihrer Seite verweisen auf die Legende der Hl. Dorothea.
Amelie Breling, die als Keramikerin in der Gemeinde lebte, schuf 1944–1945 die lebensgroße Terrakottafigur des Erzengels Michael an der Nordwand, sein Flammenschwert zeigt auf den überwundenen Satan unter seinen Füßen. Die Plastik markiert den Gedenkort der Gemeinde für die Toten der Kriege.
Die erste Orgel mit acht Registern hatte 1878 Johann Hinrich Röver & Söhne OHG gebaut. Diese Orgel wurde 1923 von P. Furtwängler & Hammer renoviert und um ein Register erweitert. 1961 erfolgte der Abbau der Röver-Orgel und ein Neubau mit 20 Registern, verteilt auf zwei Manuale und ein Pedal, durch Paul Ott. Die Disposition entwarf Kirchenmusikdirektor Alfred Hoppe.
Im Turm hängen drei Glocken, die 1973 in der Heidelberger Glockengießerei unter Dipl.-Ing. Karl Stumpf gegossen wurden.